# Macedonio I de Constantinopla
Macedonio, Patriarca de Constantinopla en dos ocasiones (342-346, 351-360), considerado herético por la Iglesia católica. Fue creador de la doctrina herética, llamada macedonianismo en su honor. Macedonio propuso en esta doctrina la negación de la divinidad del Espíritu Santo y consideraba a este como una criatura que solo difería de los ángeles en grado, subordinada al Padre y al Hijo. Con este punto de vista, Macedonio creía salvar el monoteísmo cristiano. Esta herejía fue condenada por el primer Concilio de Constantinopla en el año 381.

## Comienzos en la Iglesia
La personalidad y vida de Macedonio, como la de tantos otros obispos y jefes de sectas heréticas de los s. III y IV, resulta enigmática. La documentación es poco precisa y solo a base de fuentes indirectas puede trazarse su fisonomía. Nacido probablemente en Tracia en la segunda mitad del s. III, su vida se desarrolla en Constantinopla. Sumergido en los problemas y ambiente religioso de la época, Macedonio aparece públicamente como diácono experimentado y cargado de años a la muerte de Alejandro, obispo de Constantinopla (338-340). Durante los 23 años del pontificado de Alejandro, había predominado el partido católico. Ahora los semiarrianos se sienten más fuertes y presentan su propio candidato para la sede constantinopolitana. Los católicos ponen su mirada en el joven Pablo, para ellos piadoso, ejemplar e instruido; los arrianos y semiarrianos prefieren al diácono Macedonio por considerarlo hombre práctico, muy hábil y de piedad externa irreprochable. A duras penas y no sin grandes disturbios callejeros, los católicos consiguen la entronización de Pablo. Macedonio, en un principio totalmente opuesto al nuevo obispo, se somete más tarde y consigue la ordenación sacerdotal.

## Intervención del emperador
El emperador Constancio II, irritado ante la elección de Pablo, hecha al parecer en su ausencia y sin tener en cuenta la oposición del partido arriano, reúne, contra todo derecho, una especie de sínodo en Constantinopla, declara indigno de la sede a Pablo y coloca en su puesto al viejo obispo de Nicomedia, Eusebio. A los dos años de gobierno moría Eusebio (hacia 342). El partido católico de Constantinopla restablece en su antigua sede a Pablo, mientras los arrianos, guiados por Teognites de Nicea, Teodoro de Heraclea y otros obispos de Panonia, consagran obispo a Macedonio. Una cruenta guerra religioso-política se desencadena en la ciudad. Se hace precisa la intervención del Emperador, quien por medio de Hermógenes, jefe del ejército, intenta arrojar a Pablo. La violencia de Hermógenes exaspera a los católicos y su táctica irreflexiva produce el amotinamiento y muerte cruel del emisario imperial. Constancio castiga la temeridad del pueblo con la reducción de trigo y la expulsión de Pablo. Sin confirmar la elección de Macedonio, permite a éste y a sus partidarios tener asambleas en su propia iglesia.

## Obispo de Constantinopla
Con el apoyo de Constancio vuelve de nuevo Pablo a la sede de Constantinopla. Poco después, el prefecto Felipe, en nombre de Constancio, le expulsa de nuevo y, apoyándose en el partido arriano, le destierra. El recorrido triunfal de Macedonio en el carro del prefecto y los excesos de los soldados, excitan los ánimos de la muchedumbre que se agolpa en las calles y alrededores de la iglesia, y su entrada en la sede patriarcal termina siendo violenta, lo que ocasiona numerosas víctimas. Una vez obispo, Macedonio realiza una persecución contra quienes se oponen a sus planes y doctrina. Sus dos colaboradores principales, Eleusio y Maratonio, eran hombres pudientes. Convertidos en jefes de distintos hospitales y monasterios, sirven incondicionalmente a los planes de Macedonio y consiguen de su protector las sedes de Cícico y Nicomedia.
El fanatismo religioso de Macedonio es creciente. Hacia 356 consigue del Emperador un edicto en virtud del cual los defensores de la consustancialidad definida en Nicea debían ser expulsados y sus iglesias destruidas. A los que no son arrianos, sean católicos o novacianos, se les confiscan los bienes y se les persigue. Sozomeno afirma que tanto en Constantinopla como en Cícico y Paflagonia hubo verdaderos mártires. El excesivo rigor de Macedonio le hace odioso ante el pueblo y sus propios partidarios ven con malos ojos tanta crueldad. Un hecho aparentemente incidental y sin importancia le priva de la confianza y apoyo de Constancio. El año 356, Macedonio, contra la voluntad del pueblo y sin consultar al Emperador, decide sacar de la iglesia de los Apóstoles el cuerpo de Constantino el Grande. Se producen nuevos disturbios callejeros, numerosas víctimas, acusaciones contra el obispo y, finalmente, la caída de Macedonio
Reunidos los obispos orientales en Seleucia (359), después de mil excusas, Macedonio participa como representante de los semiarrianos. Un año más tarde vuelven a reunirse los orientales en Constantinopla y allí, tal vez a instancias del mismo Emperador, entre otros obispos se condena y depone a Macedonio, no tanto por sus errores doctrinales, cuanto por haber recibido la comunión de manos de un diácono adúltero. También es depuesto su protegido Eleusio de Cícico y otros correligionarios.

## Macedonianos
A partir de esta condena, Macedonio aparece como cabeza principal de una secta, designada más tarde con su propio nombre: macedonianos. Pero fueron sus colaboradores y discípulos, especialmente Maratonio de Nicomedia y Eleusio de Cícico, quienes con su dinero y poderoso influjo entre el pueblo y monjes, consolidan y extienden definitivamente la ideología e incipiente secta de Macedonio La liberalidad y comprensión de Maratonio, unida a las costumbres intachables y casi monásticas de sus obispos y correligionarios, favorecieron su rápida difusión, especialmente en Constantinopla, Cícico, Tracia, Bitinia, Helesponto y provincias vecinas.
La figura de Macedonio comienza a oscurecerse pronto y su nombre se pierde en la historia. Su propia secta semiarriana, vitalizada ahora por Eleusio y Maratonio, adquiere un nuevo calificativo; a sus prosélitos se les designa con el nombre de maratonianos. Más tarde, a todas estas sectas semiarrianas cuyo fondo doctrinal coincide en la negación de la consustancialidad (divinidad) del Espíritu Santo, se las conoce con el calificativo común de pneumatómacos o enemigos del Espíritu Santo, incluyendo en ellas tanto a los macedonianos como a los eudomianos, novacianos, trópicos, y otros. Algunas de estas sectas adquieren independencia y personalidad, y puede considerárselas como verdaderas corrientes teológicas, tanto por su contenido, como por su originalidad. Otras, sin embargo, no hacen más que reproducir y matizar con ligeras variantes la doctrina y expresiones comunes de los pneumatómacos.

## Obras y doctrina
Una de las dificultades principales para interpretar a Macedonio y a su secta es la carencia de escritos originales. Parece que Macedonio y, con más seguridad, Maratonio o alguno de sus discípulos escribieron en forma de diálogo algún corto tratado sobre la Trinidad. Dídimo el Ciego en sus tratados De Trinitate y De Spiritu Sancto, hace frecuentes referencias a una obra macedoniana. Lo mismo ocurre en el Adversus Macedonianos, dos diálogos de origen desconocido y atribuidos especialmente a San Atanasio, en los cuales se transcriben e insertan textos incompletos de distintos diálogos macedonianos.
Los diversos concilios y sínodos en que fue condenada esta secta y, sobre todo, los escritos e impugnaciones de Dídimo, San Atanasio, San Basilio, San Gregorio Nacianceno, el papa San Dámaso I, San Ambrosio y otros, permiten penetrar un poco en su ideología. Se advierte, sin embargo, que la doctrina de los macedonianos sobre la naturaleza y divinidad del Espíritu Santo es bastante confusa. Apegados excesivamente al literalismo exegético en todo lo referente a la Trinidad, creen que el Espíritu Santo no aparece en el Nuevo Testamento como creador o causa primera, sino más bien como criatura primerísima, como espíritu servidor, en el cual se halla la vida en primer término. Confundiendo estas dos operaciones divinas: generación y procesión, parecen reconocer la divinidad del Hijo y su consustancialidad con el Padre, pero la rechazan en el Espíritu Santo, por considerarlo criatura supraangelical, procedente exclusivamente del Hijo y subordinado al Padre y al Hijo.

## Condenación
Los Concilios de Nicea (325) y Ancira (358) reconocen y proclaman la divinidad de las tres personas invocadas en las distintas fórmulas bautismales, sin hacer especial hincapié en lo referente al Espíritu Santo. San Atanasio en sus cartas a Serapión de Thmuis (hacia 358) se muestra conocedor de la doctrina macedoniana, extendida ya por buena parte de Oriente. Sus argumentos sobre la Trinidad y naturaleza del Espíritu Santo adquieren especial relieve en el Tomus ad Antiochenos. El Concilio de Alejandría (362), completando al de Nicea, declara abiertamente que solo pueden ser recibidos en el seno de la Iglesia católica los que rechazan que el Espíritu Santo sea una creatura. Los Padres Capadocios, en particular San Basilio y San Gregorio Nacianceno, con gran caridad y procurando no escandalizar a cuantos se atenían al credo niceno, salen al paso de las distintas corrientes pneumatológicas. Hacia el 377, los sínodos de Iconio y Antioquía (379) condenan de nuevo esta herejía. El papa Dámaso I (379-380) en la Confessio fidei catholica anatematiza como sacrílegos a los macedonianos: qui de Arii stirpe venientes non perfidiam mutavere, sed nomen. A raíz del Concilio de Aquilea (381) y a petición de Graciano, San Ambrosio de Milán, en sus tratados De fide y De Spiritu Sancto, hace una exposición magistral del misterio de la Trinidad, exponiendo contra arrianos y macedonianos que el Espíritu Santo es verdadero Dios, igual que el Padre y el Hijo.
Al Concilio general de Constantinopla (381), los macedonianos envían 36 obispos, en su mayoría del Helesponto. La asamblea de obispos católicos, en número de 150, confirma solemnemente la doctrina de Nicea y ante la reserva y oposición de cuantos negaban la consustancialidad del Hijo o del Espíritu Santo, considera herejes no solo a los arrianos, sabelianos y apolinaristas, sino también a los macedonianos, eumonianos, eudoxianos y otros, añadiendo estas palabras al símbolo niceno: «... Et in Spiritum Sanctum, Dominum et vivificantem, ex Patre procedentem qui ex Patre (Filioque) procedit, quis cum Patre et Filio adorandum simul adoraturi et conglorificandum...».

## Fin de los macedonianos
El 25 de julio de 383, el emperador Teodosio I hace suyas las decisiones del Concilio de Constantinopla condenando públicamente las reuniones y proselitismo de macedonianos, apolinaristas, pneumatómacos, etc., por considerarlos heréticos y perniciosos para la Iglesia católica. Finalmente, Nestorio da a los macedonianos el último golpe de gracia. El celo apostólico del nuevo patriarca de Constantinopla (hacia 428) degeneró en abierta persecución contra las diversas sectas pneumatómicas. Cerradas definitivamente sus iglesias, los macedonianos dejan prácticamente de existir como secta religiosa.